# Stammtisch

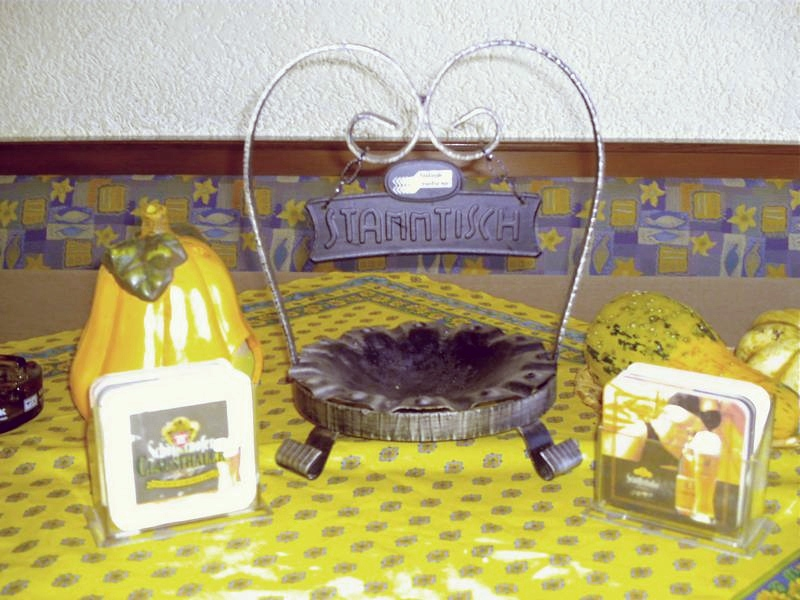
O local da Stammtisch é geralmente marcado por um cinzeiro especial.

Na cultura da Alemanha e Áustria o Stammtisch ("mesa cativa" em alemão) é um local de encontro reservado num bar ou num restaurante para um grupo de pessoas que se reúnem para beber, comer e conversar.
O termo Stammtisch é formado pela junção das palavras do alemão Stamm (em português tronco ou tribo) e Tisch, que significa mesa. Numa tradução literal, "mesa de tronco" ou "mesa da tribo". O termo Stammtisch também é usado no sentido de uma mesa-redonda como plataforma de discussão.

## No Brasil
O evento, no formato como é realizado no Brasil, não tem registro de que aconteça em qualquer outra parte do mundo[carece de fontes?]. Originalmente, o evento, que foi concebido pelo publicitário e ex-colunista do Jornal de Santa Catarina, Horácio Braun, chamou-se de Encontro de Stammtisch e foi inserido, como sugestão do autor da ideia, na programação de comemoração dos 150 anos da cidade de Blumenau. A partir da terceira edição, em 2001, com o envolvimento de outros tipos de confrarias que não se constituiam em autenticos grupos de stammtisch, resolveu-se denominá-lo de  "Strassenfest mit Stammtischtreffen", que significa "festa de rua com encontro de stammtisch". Com o passar dos anos, gradativamente passou a se chamar apenas de Stammtisch  e a ser considerado uma "celebração à amizade", tornando-se mais uma festa popular no Estado de Santa Catarina[carece de fontes?].
Entrou para o calendário de eventos da Santur (órgão oficial de turismo do estado de Santa Catarina) e da Secretaria de Turismo de Blumenau no ano de 2000.Embora a ideia do encontro tenha sido de Horácio Braun, ele nunca o organizou. As primeiras edições foram organizadas pela CDL - Câmara de Dirigentes Lojistas e pelo Convention Bureau de Blumenau. Desde a terceira edição, independentemente da entidade que responde pelo evento, sua coordenação e organização é liderada por Norberto Mette, ex-secretário de turismo de Blumenau. Seu local de origem foi a Rua XV de Novembro, no centro da cidade, e era realizado duas vezes ao ano - normalmente em abril e em setembro[carece de fontes?].
Durante algumas edições o evento ocorreu na Rua Alberto Stein, em frente ao Parque Vila Germânica (antiga PROEB, local onde ocorre a Oktoberfest de Blumenau), voltando em 2008 para a Rua XV de Novembro. Entretanto, a partir deste ano o evento passou a acontecer apenas uma vez ao ano, normalmente no mês de abril. Acontece também na cidade de Rio do sul, Joinville, São Bento do Sul, São Pedro de Alcantara, Indaial, Ibirama, Balneário Camboriú, Itajaí e Itapema (todas também são cidades catarinenses e em algumas delas com nomes diferentes, como Encontro de Amigos) em geral nas principais Ruas da Cidades[carece de fontes?].
O cardápio de cada grupo varia de acordo com a cultura, os costumes ou a predileção de seus integrantes, sendo mais comum o chope, em especial o artesanal produzido nas cervejarias da região, e a culinária alemã.
Em Gaspar, cidade vizinha de Blumenau, o evento surgiu como forma de comemorar o aniversário do Jornal Cruzeiro do Vale, maior veículo de comunicação impresso do município[carece de fontes?]. A festa é realizada uma vez ao ano, sempre no mês de junho, e reúne em média 5 mil pessoas a cada nova edição[carece de fontes?].
Em Pomerode, cidade mais alemã do Brasil, também é realizada a festa. Realiza-se em fevereiro e reúne muitos grupos na praça central da cidade. Os grupos têm preferência pela cerveja artesanal local. A festa começa na parte de manhã e estende-se até o início da noite. 
Em 2019 o Stammtisch começou a ser realizado em Santa Cruz do Sul/RS, em edições que antecedem a tradicional Oktoberfest da cidade, a 2° maior do Brasil.